# Farman F.420
Il Farman F.420 fu un bombardiere medio-leggero bimotore ad ala bassa sviluppato dall'azienda francese Société des avions Henri & Maurice Farman nei tardi anni trenta e rimasto allo stadio di prototipo.
Sottoposto alla valutazione delle autorità militari francesi, non riuscì ad esprimere prestazioni soddisfacenti e il suo sviluppo venne interrotto.

## Storia del progetto
Con l'istituzione in Francia dell'aeronautica militare come forza armata indipendente, furono recepite le teorie espresse dall'italiano Giulio Douhet sulla dotazione di un velivolo polivalente in grado di effettuare missioni di bombardamento diurne e notturne o di ricognizione a lungo raggio. Un simile modello, grazie ad un'elevata velocità e un equipaggiamento bellico basato su un consistente carico di bombe e protetto da tutti i lati da numerose postazioni dotate di mitragliatrici da difesa, avrebbe dovuto garantire una supremazia tattica relegando esercito e marina a compiti essenzialmente difensivi. In base a tali esigenze, nel 1928 il Service technique Aéronautique (STAé) emanò delle specifiche per la fornitura di un velivolo da combattimento polivalente denominato M4, tuttavia nell'ottobre 1933, il Ministère de l'Air sostituì le specifiche del 1930 con altre, più recenti, finalizzate ad un velivolo multiruolo, il BCR (Bombardement, Chasse, Reconnaissance), ovvero Bombardiere, Caccia, Ricognitore.
Per rispondere a queste ultime specifiche gli uffici tecnici di nove aziende nazionali iniziarono ad elaborare dei progetti adatti allo scopo, che alla fine si concretizzarono in otto modelli di cui quattro risultarono interessare i vertici della neoistituita Armée de l'air, il Bréguet 460, il Farman F.420, il Bloch MB 130 e, ultimato in extremis, il Potez 540.
L'ufficio tecnico della Farman elaborò un progetto relativo ad un velivolo bimotore,con velatura monoplana ad ala lignea posizionata alta sulla fusoliera.
Il prototipo venne portato in volo per la prima volta il 18 giugno 1934, ai comandi del pilota collaudatore dell'azienda André Salel accompagnato dall'ingegnere Roger Robin. Durante il secondo volo di prova, compiuto dal medesimo equipaggio, si verificò un incendio sull'ala causato da un ritorno di fiamma di uno dei due motori. Quando le fiamme si propagarono fino alla fusoliera, i due uomini tentarono di salvarsi lanciandosi con i paracadute, scoprendo troppo tardi che le dimensioni della porta laterale erano troppo esigue per riuscire a passare dotati di quell'equipaggiamento di sicurezza; restati a bordo non poterono evitare lo schianto rimanendo uccisi nell'incidente.
La Farman avviò quindi la costruzione di un secondo esemplare, che adottava alcune differenze rispetto al progetto originale per evitare il ripetersi dell'inconveniente. L'impianto di scarico dei motori venne modificato dirigendo l'emissione dei gas verso l'alto, integrando il piano alare con una protezione metallica sul profilo alare per proteggerlo dal surriscaldamento, venne ingrandito il portello d'accesso laterale, e inoltre venne modificato il disegno della torretta a disposizione del mitragliere posta sul naso del velivolo. In questa configurazione nel 1935 il velivolo venne provato da un pilota inviato dal ministero dell'aria direttamente a Villacoublay, tuttavia non si manifestò nessun interesse da parte delle autorità militari che, non sottoscrivendo alcun nuovo contratto di fornitura, condussero l'azienda ad abbandonare ogni altro sviluppo.

## Utilizzatori
Francia
- Armée de l'air